# Манделли, Мария
Мари́я Манде́лли (итал. Maria Mandelli), иначе Мариу́чча Манде́лли (итал. Mariuccia Mandelli; 31 января 1925, Бергамо — 6 декабря 2015, Милан) — итальянская бизнеследи, дизайнер и модельер

, известна под псевдонимом Krizia, основательница одноимённого дома моды.

## Биография
Родилась в Бергамо, родные и близкие называли её Мариучча. Отец, Эрнесто Манделли, растратил небольшой семейный капитал игрой в карты, зато в Бергамо юная Мария избежала бомбардировок союзной авиации во время войны и уже тогда стала шить наряды для своих кукол. В 1945 году переехала с семьёй в Милан, прошла государственный конкурс на право преподавания в начальной школе (оказалась в числе ста выдержавших испытание из трёх тысяч претендентов), поскольку венецианский университет Ка' Фоскари оказался ей не по средствам. Манделли стала работать учительницей в Кассано-д’Адда, куда ездила каждый день из Милана, чтобы заработать на обучение в Швейцарии. Преподавательская карьера Манделли оказалась очень недолгой, и вместе с подругой Флорой Дольчи (Flora Dolci) она открыла в 1954 году мастерскую в Милане в помещении, предоставленном ещё одним другом — Лелио Лутацци (Lelio Luttazzi). В качестве творческого псевдонима взяла имя Krizia по названию одного из диалогов Платона — «Критий» (по-итальянски Crizia), одной из тем которого была бесполезность женщины в мужском мире. В тот период Париж начал утрачивать положение главного модного центра, и его потеснила Италия, в первую очередь Флоренция. В 1964 году состоялся первый показ моделей Krizia в палаццо Питти, который принёс первый большой успех — премию Critica della moda, которую прежде получил только Эмилио Пуччи.
В 1968 году на Ямайке вышла замуж за долго жившего в Египте итальянского предпринимателя Альдо Пинто, а в ноябре 1971 года в миланском палаццо Марино состоялась официальная гражданская церемония бракосочетания. Супруг принимал активное участие в делах дома моды Krizia.
В 1971 году Krizia представила коллекцию головокружительно коротких шортов, ставших революционным переворотом на фоне популярных тогда «макси» или юбок чуть ниже колена (она принесла модельеру премию Tiberio d’oro). Резина и пробка стали традиционным для неё материалом, благодаря чему американская пресса прозвала её «Crazy Krizia», то есть «безумная Krizia». В 1978 году дом мод заключил контракт с компанией Florbath, благодаря которому в 1980 году появилась линия парфюмерии K de Krizia. В 1986 году стала наряду с Джорджо Армани, Джанфранко Ферре, Джанни Версаче и Валентино Гаравани командором ордена «За заслуги перед Итальянской Республикой».
В 1980-е годы наибольшую известность марке Krizia принесли коллекции трикотажа, посвящённые животным (в частности, лев мог быть изображён пьяным с сигарой в зубах). Эти модели носила жена Джанни Аньелли, Марелла, и принцесса Диана.
Манделли долгое время оставалась единственным дизайнером в своём доме моды, но в 1990-е годы с ней стал работать Грег Майлер (Greg Myler), а начиная с 2000 — Альбер Эльбаз, Хэмиш Морроу (Hamish Morrow), Жан-Поль Нотт (Jean Paul-Knott), Джанлука Капанноло (Gianluca Capannolo) и Джамбаттиста Валли (Giambattista Valli). В 2014 году Манделли продала свой бизнес Жу Чонгун (Zhu Chongyun), владелице известного в Китае холдинга, занятого производством одежды (интересы самой Манделли с этого времени представляла компания M.M.K.). 27 сентября 2015 года в Милане открылся новый бутик Krizia, но Манделли уже не имела отношения к новой коллекции, которая не вызвала большого интереса прессы.
Умерла 6 декабря 2015 года в Милане, похороны были назначены на 9 декабря.

## Премии
- Critica della Moda — (Флоренция, 1964)
- I Magnifici Sette (Павия, 1969)
- Tiberio d’Oro (Капри, 1972)
- Premio Umberto Biancamano (Милан, 1982)
- The Best Six (Токио, 1984)
- Premio Città di Sanremo (Сан-Ремо, 1984)
- Premio Minerva (Рим, 1986)
- Night of Stars (Нью-Йорк,1987)
- Premio Waterman Forum (Милан, 1988)
- Donna Ideale Leader (Сент-Винсент, 1988)
- Premio Accademia del Profumo (Болонья, 1990)
- Premio Ars et Labor Europa (Милан, 1991)
- Premio Aisl (Милан, 1991)
- Premio Donna e Società (Бергамо, 1991)
- Premio Categoria Industria 1993 (Милан)
- Premio Maschera D’Oro 1996 за карьеру
- Premio «Giuseppe Verdi. Una vita per la musica» — 2000
- Premio «Isimbardi per la Moda» (Милан, 2001)
- Premio «Sigillo Longobardo» (Милан, 2002)
- Onorificenza «Paul Harris» (Бергамо, 2006)
- Rosa Camuna (Милан, 2010)